# Świergotek łąkowy
Świergotek łąkowy (Anthus pratensis) – gatunek małego ptaka z rodziny pliszkowatych (Motacillidae). Nie jest zagrożony.

## Systematyka
Obecnie świergotka łąkowego zwykle uznaje się za gatunek monotypowy, choć proponowano wyróżnienie podgatunków enigmaticus (opisany z Taszkentu), whistleri (północna Szkocja) i theresae (zachodnia Irlandia). Na Clements Checklist of Birds of the World (sierpień 2021) wyróżniane są dwa podgatunki: nominatywny i whistleri.

## Występowanie
Zamieszkuje południowo-wschodnią Grenlandię, Islandię, północną, północno-zachodnią i środkową Europę na wschód po zachodnią Syberię. W południowej części Starego Kontynentu oraz na Kaukazie znajduje się parę izolowanych stanowisk. Wędrowny na krótkie dystanse (przeloty od marca do początku maja i od sierpnia do listopada), zimuje w południowej Europie – w basenie Morza Śródziemnego, północnej Afryce, na Bliskim Wschodzie i w południowej Azji. Ptaki z Wysp Brytyjskich i zachodu Europy osiadłe, ale przemieszczają się zimą ku wybrzeżom lub niżej położonym rejonom. Północne populacje kierują się na zimę do zachodniej i środkowej Europy, głównie w pobliża niezamarzniętych wód.

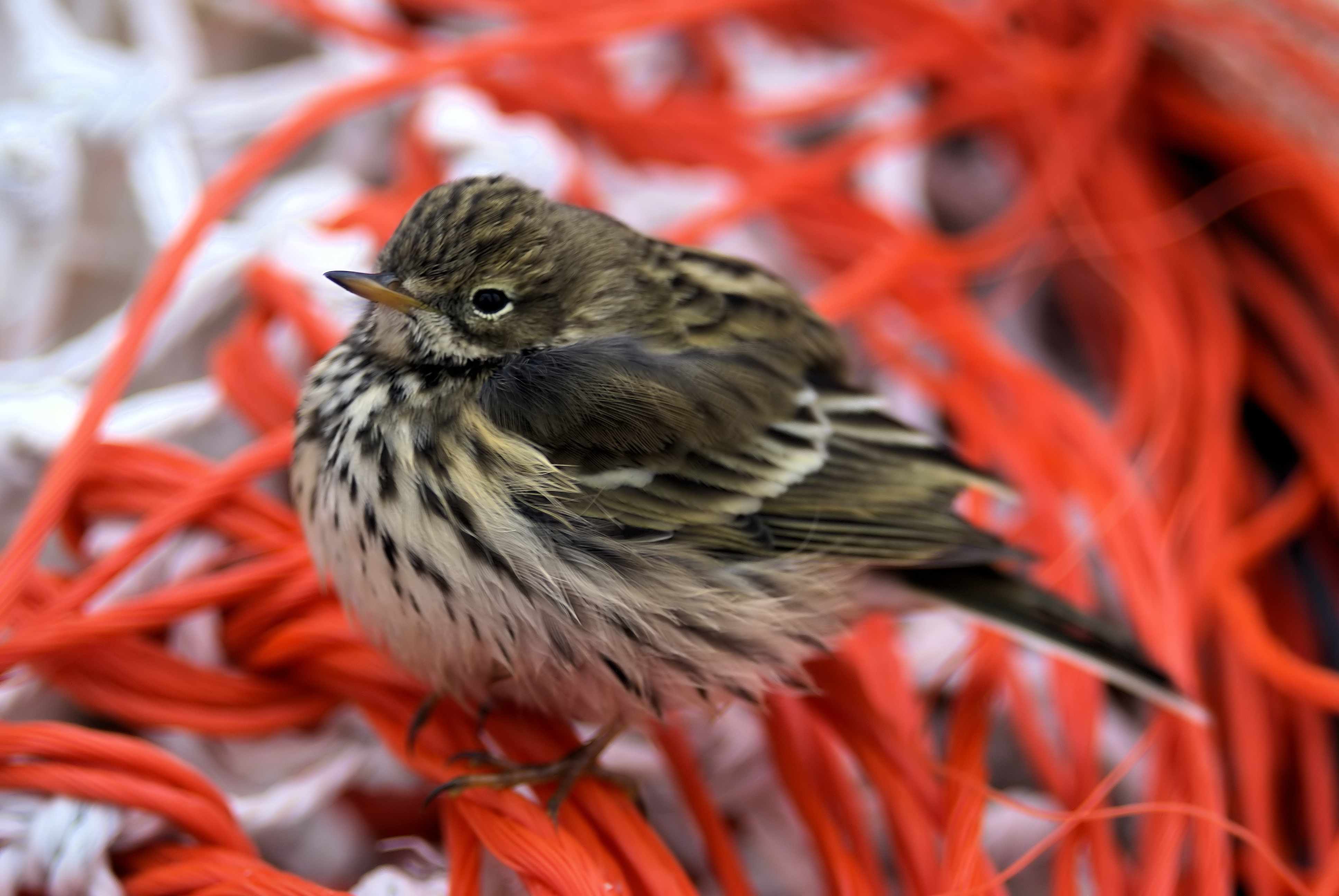
W trakcie migracji spotkać można na żerowaniu dziesiątki świergotków

W Polsce średnio liczny na niżu, szeroko rozpowszechniony ptak lęgowy; lokalnie jest bardzo liczny. Spotkać go można w całym kraju, ale w różnej liczebności. Najliczniejsze populacje występują na podmokłych łąkach i bagnach wschodniej Polski, zwłaszcza w dolinach większych rzek. Częściej też zamieszkuje wyższe partie gór w piętrze kosodrzewiny. Przez dokonane melioracje jest rzadszym ptakiem w zachodnich i południowych regionach Polski. W trakcie migracji jest lepiej widoczny, gdyż przeloty są intensywne i w dużych liczbach, zwłaszcza w pasie Wybrzeża. Na przełomie września i października następuje szczyt wędrówek, co przejawia się obserwacjami dziesiątek i setek żerujących świergotków. Zimowiska najliczniejsze są w centralnych i zachodnich rejonach – widuje się tam nie tylko pojedyncze osobniki, ale i stada liczące kilkadziesiąt sztuk. W pozostałych obszarach kraju stwierdzenia są pojedyncze i przeważnie w grudniu lub styczniu. Coroczna liczebność polskiej populacji może się znacznie różnić.

## Charakterystyka

### Cechy gatunku
To najmniejszy z krajowych świergotków. Podobny wielkością i upierzeniem do świergotka drzewnego (i małych świergotków rdzawogardłych), lecz z zielonkawym odcieniem upierzenia, wyraźniejszym kreskowaniem (smugami) na ciemniejszym grzbiecie, ogólnie bardziej szarym odcieniem, jaśniejszą piersią, słabszą jasną linią nad okiem i delikatniejszą budową ciała. Różnice tkwią też w głosie, zachowaniu i środowisku życia. W terenie są jednak trudne do odróżnienia. Pomiędzy płciami nie ma różnic zewnętrznych. Głowa i wierzch ciała oliwkowobrązowe lub szarobrązowe (wiosną bardziej oliwkowe) z ciemniejszym kreskowaniem, spód szarobiały z ciemnymi plamkami – na piersiach i bokach mają te same rozmiary i kształt. Cętkowanie może być też widoczne na pokrywach podogonowych (jest go mniej niż u świergotka rdzawogardłego). Ogon ciemny z białymi brzegami. Nad okiem jaśniejsze brwi. Nogi jasne, pomarańczowobrązowe. Na tylnym palcu, co charakterystyczne, długi pazur (dłuższy niż u świergotka drzewnego). Ma długość 10 mm i jest lekko zakrzywiony. Jest zatem tak długi jak palce, czasem bywa nawet od nich dłuższy. Lotki pierwszego rzędu od drugiej do piątej są w przybliżeniu tej samej długości. Jesienią ptaki są bardziej płowe od spodu i mają ciemnopłowy podbródek.
Rozmiarami ustępuje wróblowi. Przypomina nieco skowronka, choć jest od niego mniejszy i bardziej wysmukły. Sylwetką przyrównać go można do pliszki. Choć nie jest to ptak rzadki, to przez skromne upierzenie często pomija się go w obserwacjach. Przeważnie dopiero wzbudza swą uwagę śpiewem. Szybko biega i chodzi po ziemi. Po okresie lęgowym żyje w małych stadach. Lata szybko i zręcznie, płytko uderzając skrzydłami. Lot wygląda na chwiejny, a pojedyncze osobniki zrywają się nieregularnie odbijając od reszty stada. 

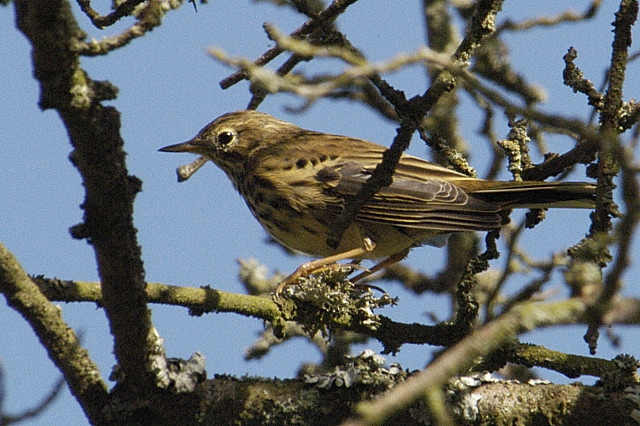
Skromne upierzenie sprawia, że często nie dostrzega się tego gatunku

### Wymiary średnie
długość ciałaok. 14 cm
rozpiętość skrzydełok. 22–25 cm

### Masa ciała
ok. 20 g

### Głos
W locie wydaje wysokie „ijst”. W trakcie swej pieśni szybuje nad łąkami w dół, aż w końcu prawie pionowo opada na ziemię lub na łodygę wysokiej zielnej rośliny lub krzewu („spadochronowy” lot). Wydłużona melodia zaczyna się szeregiem szybkich i zarazem wysokich tonów, które stopniowo się wzmagają. Końcowa część to harmonijny trel. Odgłosy są mniej gwałtowne niż u świergotka rdzawogardłego, a słabsze i cieńsze niż u świergotka ciemnonogiego – skalnego i siwerniaka. Gdy się go spłoszy, wzbija się w powietrze trzepocząc skrzydłami i wydając przy tym ostrzegawcze odgłosy „tsi tsip”, krąży nad miejscem, z którego się poderwał.

## Biotop
Podmokłe i wilgotne łąki nizinne typu grądów i bielaw, torfowiska (również wysokogórskie), mokradła, śródpolne obniżenia, turzycowiska, wrzosowiska, rozlewiska rzek i jezior z bujną roślinnością zielną. Również w górach pokryte trawą stoki, w Polsce zwłaszcza w charakteryzujących się wilgotnym klimatem Sudetach. Rzadziej i mniej licznie widywany na ugorach, nieporośniętych krzewami oraz drzewami wydmach i uprawach zbóż. Lęgnie się na bezdrzewnych, otwartych i podmokłych terenach.

## Okres lęgowy

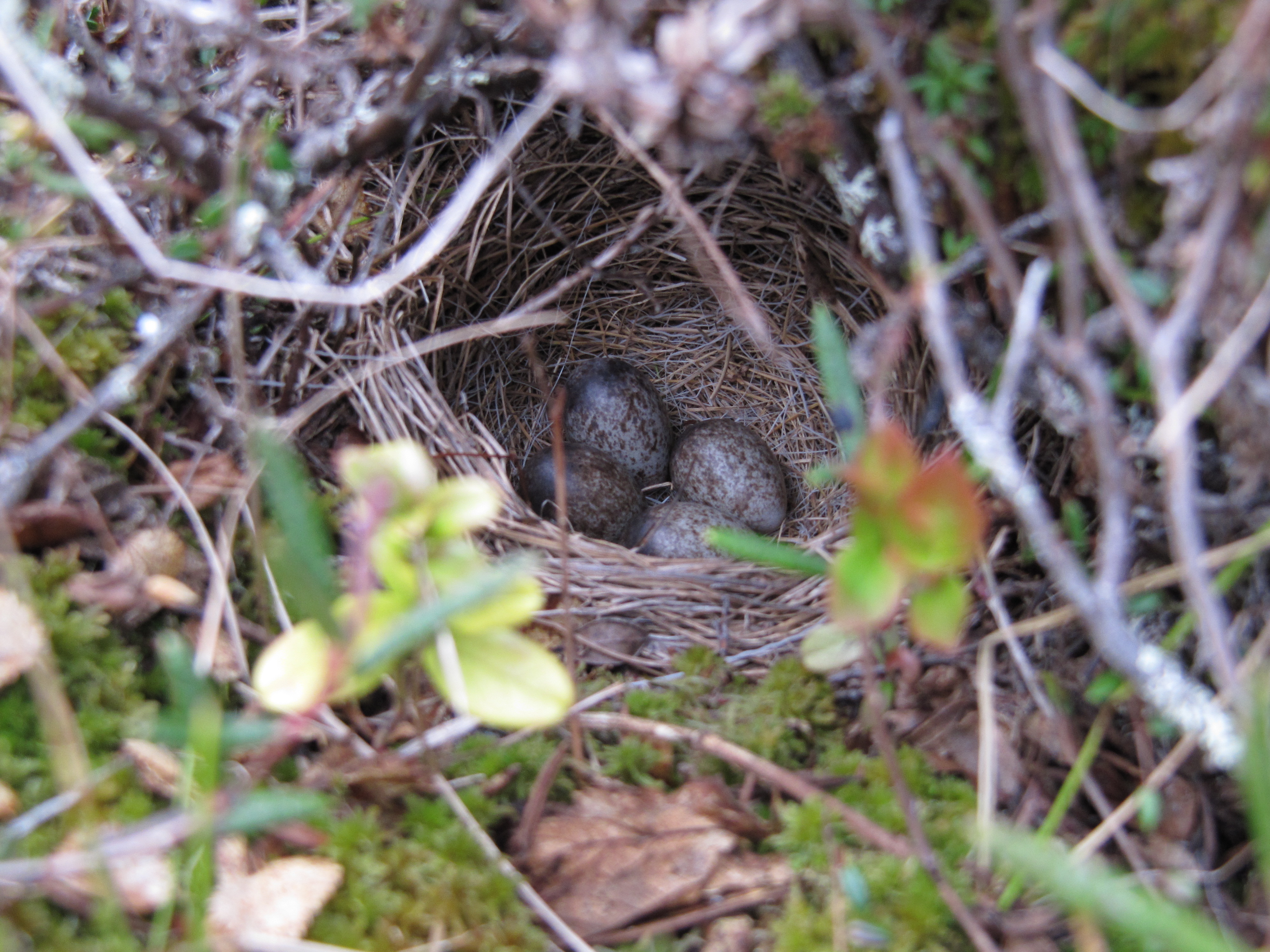
Gniazdo z jajami

Trwa od kwietnia do lipca. 

### Gniazdo
Na ziemi w wygrzebanym dołku, dobrze osłonięte kępą traw, bardzo często na skarpie drogi lub rowu, wysłane lekko włosiem, a zbudowane z suchych traw lub mchu. Wychodzący z gniazda ptak wygląda, jakby był wcześniej schowany w płytkiej norce. Terytoria lęgowe są dość małe i rozciągają się w promieniu 100 m od gniazda. Lęgowiska są położone oddzielnie, nie tworzą kolonii.

### Jaja
Lęgi (1–2) od połowy kwietnia do maja, niekiedy drugi lęg w końcu czerwca. W zniesieniu 4–6 (wyjątkowo 7) jaj o średnich wymiarach 19×14 mm, szarych lub oliwkowych, szaro-brunatno nakrapianych, bardzo podobnych do jaj pliszki żółtej.

### Wysiadywanie, pisklęta
Od złożenia ostatniego jaja trwa 12–14 dni. Gdy samica wysiaduje, jej partner przepędza inne świergotki łąkowe ze swojego terytorium oraz ostrzega ją przed czyhającym niebezpieczeństwem. Przyszła matka ucieka z gniazda w sytuacji zagrożenia, dopiero gdy drapieżnik lub człowiek pojawi się tuż obok niej. Pisklęta przebywają w gnieździe przez 13 dni i nadal są karmione przez jakieś 2-3 tygodnie po wylocie z gniazda. Są wychowywane przez oboje rodziców. Gdy opuszczają lęgowisko, nie potrafią jeszcze w pełni latać.

## Pożywienie

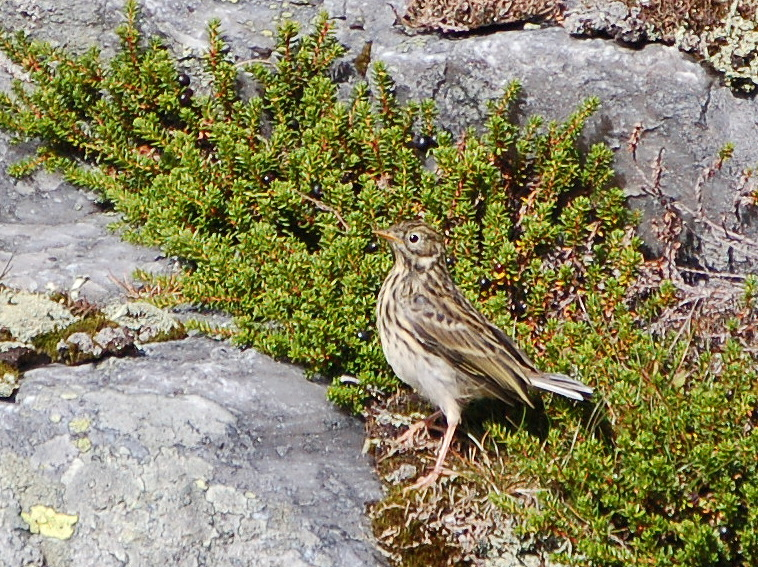
Głównym pokarmem świergotków są owady zbierane na ziemi

Drobne owady błonkoskrzydłe, małe chrząszcze, pająki zbierane na ziemi. Owady może też chwytać w powietrzu. Sporadycznie jedzą nasiona. Dieta jest podobna do preferowanej przez inne gatunki świergotków.

## Status, zagrożenia i ochrona
Międzynarodowa Unia Ochrony Przyrody (IUCN) od 2021 roku klasyfikuje świergotka łąkowego jako gatunek najmniejszej troski (LC – Least Concern). Wcześniej, od 2015 roku miał on status gatunku bliskiego zagrożenia (NT – Near Threatened), a od 1988 roku – najmniejszej troski. Liczebność światowej populacji, wstępnie obliczona w oparciu o szacunki BirdLife International dla Europy z 2021 roku, mieści się w przedziale 24–33 miliony dorosłych osobników. Liczebność gatunku spada, ale nie tak szybko, jak wcześniej sądzono, stąd decyzja IUCN o zmianie statusu z NT na LC.
Na terenie Polski gatunek ten jest objęty ścisłą ochroną gatunkową. Na Czerwonej liście ptaków Polski został sklasyfikowany jako gatunek najmniejszej troski (LC). Według szacunków Monitoringu Pospolitych Ptaków Lęgowych, w latach 2013–2018 populacja lęgowa świergotka łąkowego w Polsce liczyła 322–409 tysięcy par. Zagrożeniem dla niego jest osuszanie terenów podmokłych, komasacja gruntów – upraszczanie krajobrazu rolniczego, uproduktywnianie ugorów i nieużytków oraz stosowanie środków ochrony roślin.